# Art iranien

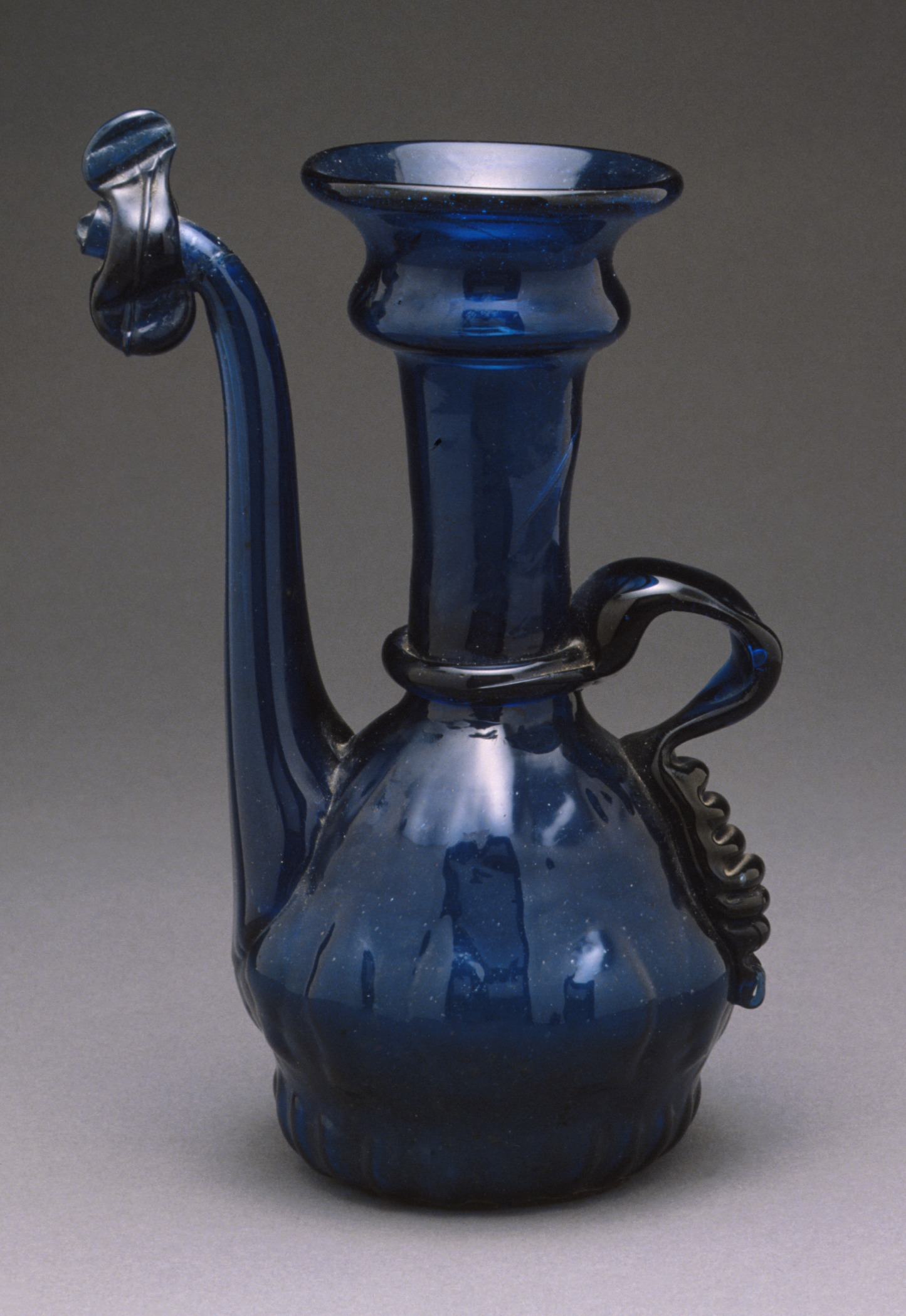
Carafe iranienne en verre du (musée d'Art du comté de Los Angeles).

L’art iranien regroupe la production artistique de l'Iran et l'ancienne Perse. Cela inclut de nombreuses disciplines comme la poésie, l'architecture, la mosaïque, la miniature persane, le tissage, la poterie, la calligraphie, les travaux du métal et de la pierre.

## Beaux-artspersans

### Tapis persan

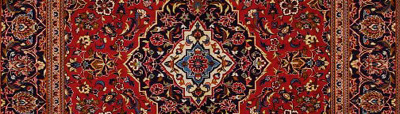
Depuis le filage de la fibre jusqu'aux couleurs, chaque partie du tapis persan est traditionnellement faite à la main à partir d'ingrédients naturels pendant de nombreux mois.

L'art du tissage du tapis en Iran a ses racines dans la culture et les coutumes de ses peuples et leurs sentiments instinctifs. Les tisseurs mélangent des motifs élégants avec une myriade de couleurs. Le tapis persan n'est pas sans rappeler le jardin persan : plein de fleurs, d'oiseaux et d'animaux.
Les couleurs sont généralement faites à partir de plantes sauvages, et elles ont une grande richesse comme les couleurs rouge carmin, bleu marine et des teintes de blanc ivoire. Le produit à peine fini est souvent lavé dans du thé pour adoucir sa texture, lui donnant ainsi une qualité unique. Selon l'endroit où le tapis est tissé, les motifs et dessins varient. Et certains tapis, comme les Gabbeh et le Kilim présentent des variations dans leurs textures et le nombre de nœuds au mètre carré.
L'habileté exceptionnelle des artisans à tisser ces tapis et des textiles de soie a donc attiré l'attention de personnes comme Xuanzang, Jean-Baptiste Tavernier, et Jean Chardin.
D'après les paroles de Arthur Pope : « Partout dans le monde, les tapis iraniens sont un symbole de luxe poétique ».

### Peinture et miniature

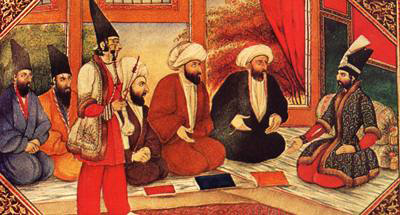
Mollahs en présence du roi. Le style de la peinture est clairement Qajar.

L'historienne de l'Orient Basil Gray pense que « l'Iran a offert au monde un art particulièrement unique qui est excellent dans son propre genre ».
Les grottes dans la province du Lorestan en Iran possèdent une imagerie animalière peinte ainsi que des scènes de chasse. D'autres peintures similaires dans la province du Fars et à Sialk sont vieilles d'au moins 5 000 ans.
On pense généralement que la peinture en Iran a atteint son apogée en Iran à l'époque de Tamerlan quand des maîtres comme Kamaleddin Behzad ont donné vie à un nouveau style de peinture.
Les peintures de l'époque Qajare sont une combinaison d'influences européennes et des écoles de miniature de l'époque Safavide comme celles introduites par Reza Abbassi. Des maîtres comme Kamal-ol-Molk ont ensuite développé l'influence européenne en Iran. C'est à l'époque Qajare que la « peinture de café » a émergé en Iran. Les sujets de ce style étaient souvent de nature religieuse, représentant des scènes de l'histoire du chiisme ou autres.

### Poterie et céramiques

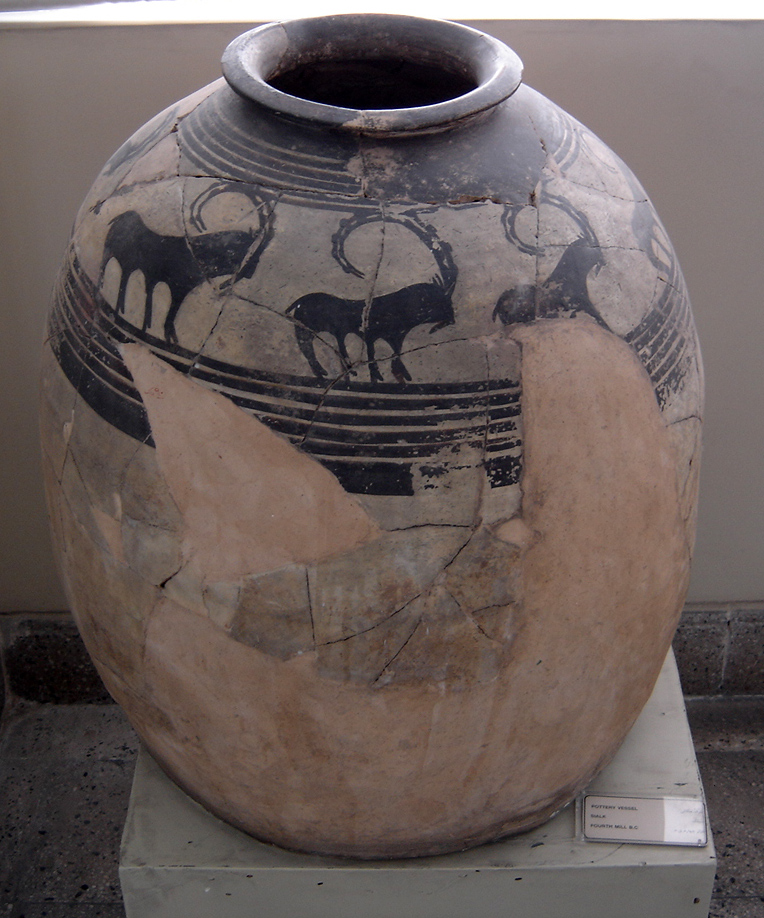
Poterie, IVe millénaire av. J.-C., Collection Sialk du musée national d'Iran.

L'archéologue Roman Ghirshman estime que « le goût et le talent de ce peuple (Iraniens) peuvent être perçus à travers les formes et dessins de leur production en terre cuite ».
Dans les milliers de sites archéologiques et ruines pouvant être rencontrées en Iran, on a pu trouver, dans quasiment chacun d'eux, des objets de terre cuite de qualité exceptionnelle. Des milliers de pièces ont été trouvées à Sialk et à Djiroft.
Le métier de potier (kuzeh gar) occupe une place particulière dans la littérature persane.
Et aussi, dans ce musée, il est possible de voir des poteries dont les plus anciennes, celles d'Iran, sont vieilles de trois mille ans.

### Musique
Au cours de l'histoire documentée de l'Iran, une musique distincte s'est développée accompagnée par de nombreux instruments de musique, dont certains ont été les premiers prototypes d'instruments de musiques modernes utilisés de nos jours.
Les références les plus anciennes à des musiciens en Iran sont rencontrées à Suse et à Élam au IIIe millénaire av. J.-C. Les bas-reliefs, sculptures et mosaïques antiques à Bishapour montrent une culture musicale raffinée.
La musique perse traditionnelle dans sa forme contemporaine a ses racines dans l'époque Naseri, qui ordonna l'ouverture d'une maison des artisanats, où tous les maîtres artisans se retrouveraient pour concevoir des instruments et pratiquer leur art.
Le Mugham d'Azerbaïdjan est classé par l'Unesco au titre de « Patrimoine oral et immatériel  de l'Humanité. »

### Littérature

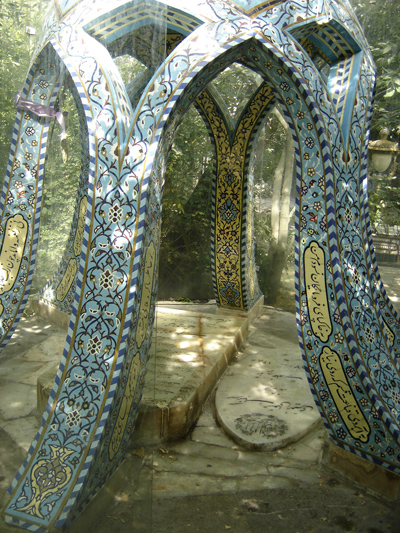
L'Iran est couvert de tombes de poètes et musiciens, comme celle-ci appartenant à Rahi Mo'ayeri. Une illustration du profond héritage culturel de l'Iran.

La littérature persane est de loin l'expression la plus aboutie du génie iranien. Alors qu'existent des œuvres en prose intéressantes, c'est dans la poésie que rayonne le plus la littérature iranienne. Elle a été florissante sur une période de plus d'un millénaire, et a été estimée et appréciée bien au-delà des frontières de son pays d'origine. La littérature en Turquie et en Inde s'est développée sous son influence.

### Architecture
L'architecture d'Iran est une architecture avec une tradition et un héritage très anciens. Comme Arthur Pope le définit, « l'impact le plus sensible de l'architecture persane est très souple. Pas accablante mais dignifiée, magnifique et impressionnante ».

### Calligraphie

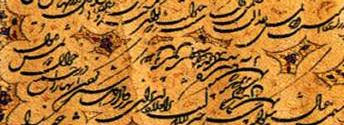
La calligraphie persane a différents styles. Celui représenté ici est le style "shekasteh" d'un manuscrit de l'époque Safavide.

L'écrivain Will Durant dit : « Les Iraniens antiques, avec un alphabet de 36 lettres, utilisaient des crayons et des stylos pour écrire, au lien des tablettes utilisées à l'époque ». Telle était la créativité déployée dans l'art de l'écriture. L'importance de l'art de la calligraphie dans les travaux de poteries, les objets métalliques et les bâtiments historiques était telle qu'on aurait l'impression d'un manque sans la calligraphie ornementale qui les décorait.
Les enluminures, et spécialement dans le Coran et des travaux tels que le Shâh Nâmâ, le Divân de Hafez, le Golestan, le Boustan et autres sont reconnues comme des œuvres d'une très grande valeur pour leur seule calligraphie. De très nombreuses œuvres calligraphiques sont préservées dans des musées et des collections privées dans le monde entier, comme au musée de l'Ermitage de Saint-Pétersbourg et à la Galerie d'art Freer de Washington entre autres.
La ville iranienne de Qazvin possède un musée de la calligraphie installé dans un le pavillon Tchehel Sotoun de Qazvin, ancien domaine du chah Tahmasp Ier.

### Carreaux de céramique

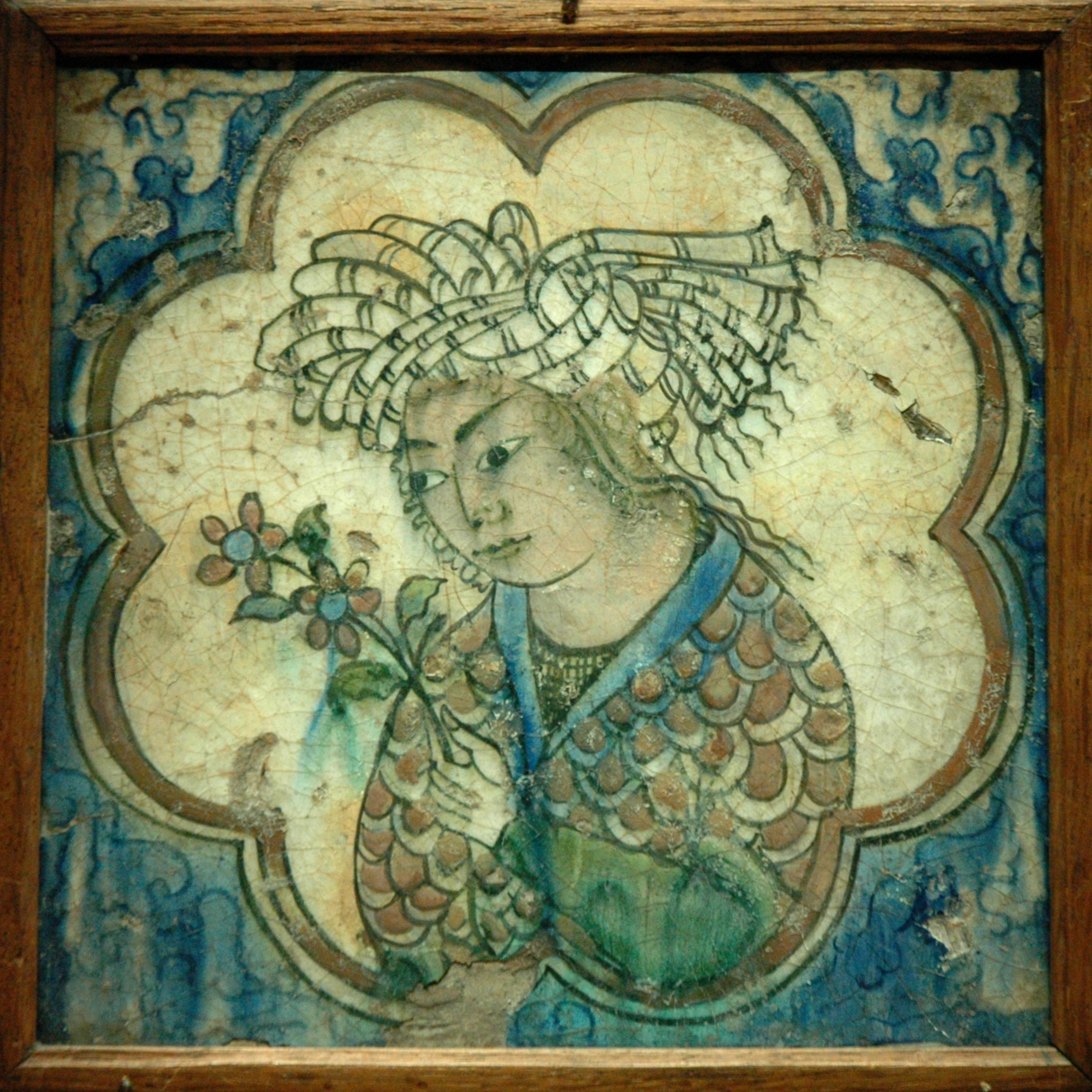
Carreau au jeune homme, Koubatcha, XVIIe siècle.

Les carreaux de céramique sont une caractéristique unique des mosquées bleues d'Ispahan. À l'origine, Kachan (kash+an signifiant littéralement « le pays des carreaux ») et Tabriz étaient les deux plus célèbres centres de production de mosaïque set de carreaux de céramique en Iran.

### Cinéma
Avec plus de 300 récompenses internationales dans les 25 dernières années, les films iraniens sont toujours reconnus dans le monde entier. Le réalisateur le plus connu est peut-être Abbas Kiarostami.

### Motifs
L'art iranien a développé au long des siècles des motifs particuliers destinés à décorer l'artisanat produit en Iran. Ces motifs peuvent avoir pour origine les motifs ancestraux des tribus nomades (comme les motifs géométriques employés dans les kilims ou les gabbehs), une recherche géométrique poussée sous l'influence de l'islam ou encore des motifs d'inspiration plus orientale comme le Boteh, qu'on peut retrouver en Inde ou au Pakistan.

### Ferronnerie (Qalam-zani)
À détailler

### Khatam-kari

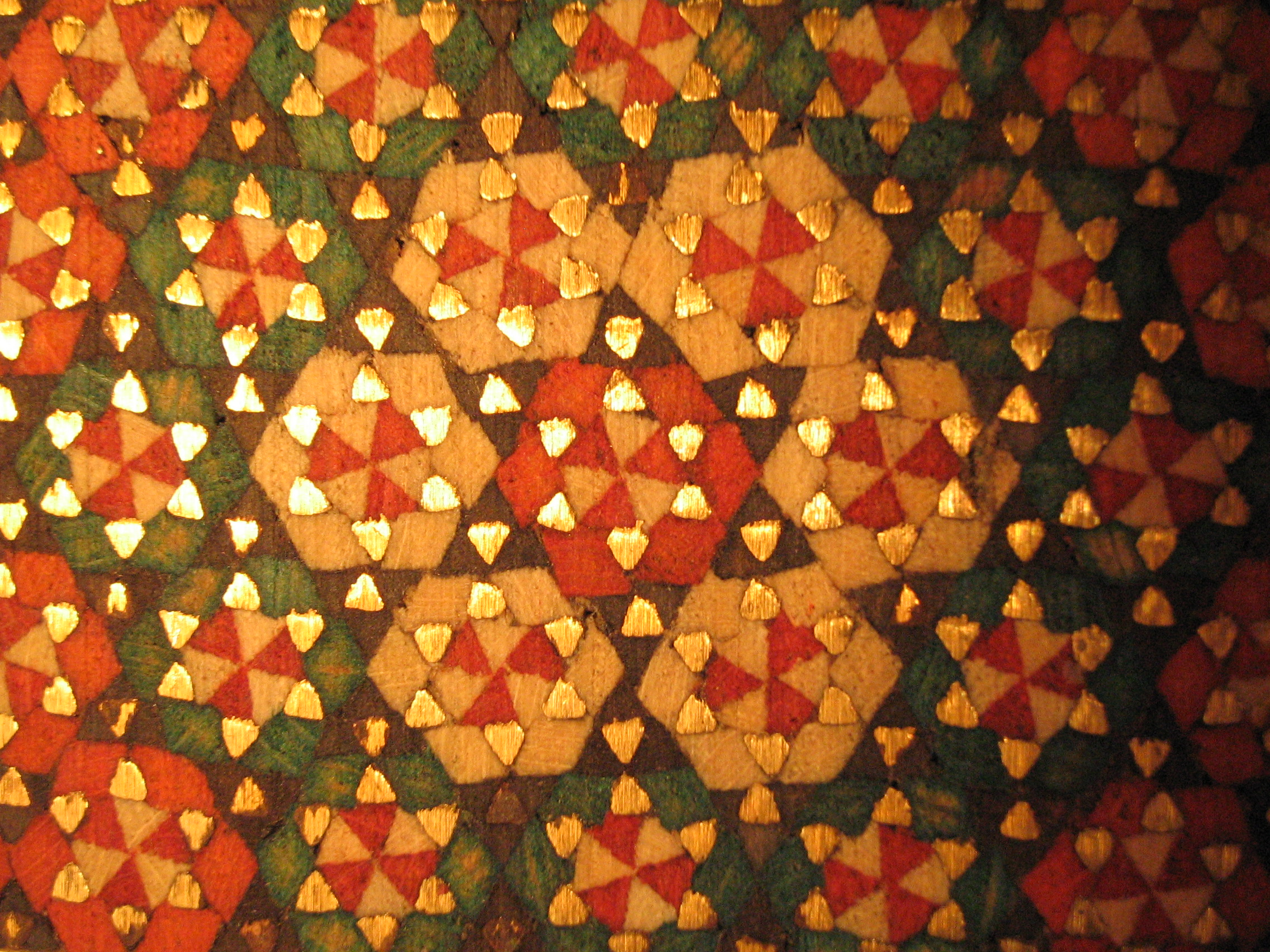
Détail d'une baguette réalisée en Khatam.

Travail de marqueterie fine et minutieuse  dont les plus anciens exemples remontent à l'époque Safavide : le khatam était alors tellement apprécié de la cour que certains princes en apprenaient la technique au même titre que la musique ou la peinture. Aux XVIIIe et XIXe siècles, le khatam connut un déclin, avant d'être remis à la mode sous le règne de Reza Chah, au cours duquel se créent des écoles artisanales à Téhéran, Ispahan, et Chiraz. Khatam signifie « incrustation ». Le Khatam-kari est donc le « travail des incrustations ». Ce type d'artisanat consiste à réaliser des motifs d'incrustations réalisant le plus souvent des formes en étoile, au moyen de fines baguettes de bois (ébène, teck, jujubier, oranger, rosier), laiton (pour les parties dorées), et os de chameau (parties blanches). L'ivoire, l'or et l'argent peuvent également être utilisés pour les pièces de collection. Ces baguettes sont  d'abord assemblées en faisceaux triangulaires, eux-mêmes ré-assemblés et collés en faisceaux selon un ordre strict pour former un cylindre d'environ 70 cm, dont la tranche montre l'unité de base de la décoration finale : une étoile à six branches contenue dans un hexagone. Ces cylindres sont alors tranchés en cylindres plus courts, puis comprimés et séchés entre deux plaques de bois, avant de subir une dernière coupe réalisant des tranches d'environ 1 mm d'épaisseur. Ces dernières sont alors prêtes à être plaquées et collées sur l'objet-support à décorer avant de subir une finition par laquage. Elles peuvent subir un chauffage préalable pour être ramollies, si l'objet est galbé, afin d'en épouser les courbes. 
Les objets décorés sont légion : boîtes, jeux d'échecs ou de backgammon, cadres, pipes, bureaux, ou même instruments de musique. Le khatam peut également être associé aux fameuses miniatures persanes, réalisant ainsi de véritables œuvres d'art.
Issu de techniques importées de Chine et magnifiées par le savoir-faire perse, cet artisanat existe depuis plus de 700 ans et est encore particulièrement vivace à Ispahan et à Chiraz.

### Mo'arraq(marqueterie)
À détailler

### Bas-reliefs et sculpture

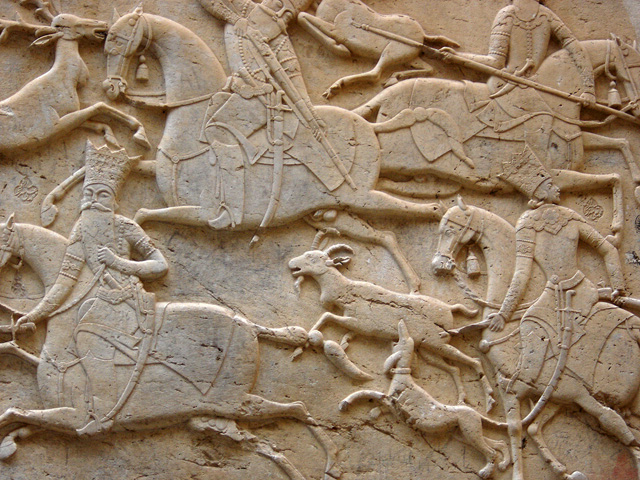
Les reliefs Qajar de Tangeh Savashi ont été faits par Fath Ali Shah.

La gravure de reliefs a une histoire qui remonte à des milliers d'années. Les reliefs Élamites peuvent toujours être vus en Iran. Persépolis étant la Mecque des créations de bas-reliefs antiques dans le pays.
Ces travaux étant tellement sources d'inspiration que les artistes Qajars, 2 300 ans plus tard, ont utilisé leurs conceptions comme modèles de base de leurs bas-reliefs comme à Tangeh Savashi (en).